# Собер
Собе́р (ісп. Sober, МФА: [so.ˈβɛɾ]) — муніципалітет і містечко в Іспанії, в автономній спільноті Галісія, провінція Луго, комарка Терра-де-Лемос. Розташоване у північно-західній частині країни. Входить до складу Лугоської діоцезії Католицької церкви. Площа муніципалітету — 133,35 км², населення муніципалітету — 2681 ос. (2009); густота населення — 
.

## Назва
- Собе́р (гал. і ісп. Sober, МФА: [so.ˈβɛɾ]) — сучасна іспанська і галісійська назва.

## Географія
Муніципалітет розташований на відстані близько 400 км на північний захід від Мадрида, 60 км на південь від Луго.

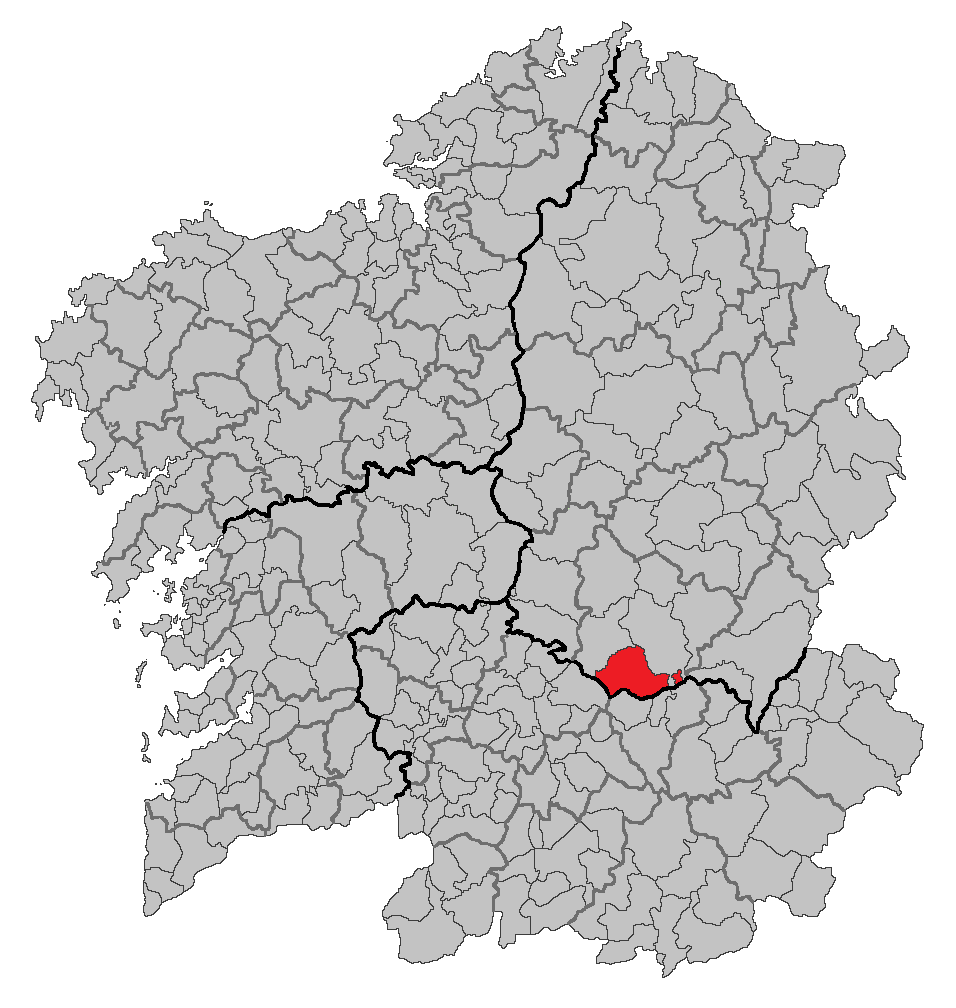
Муніципалітет у Галісії
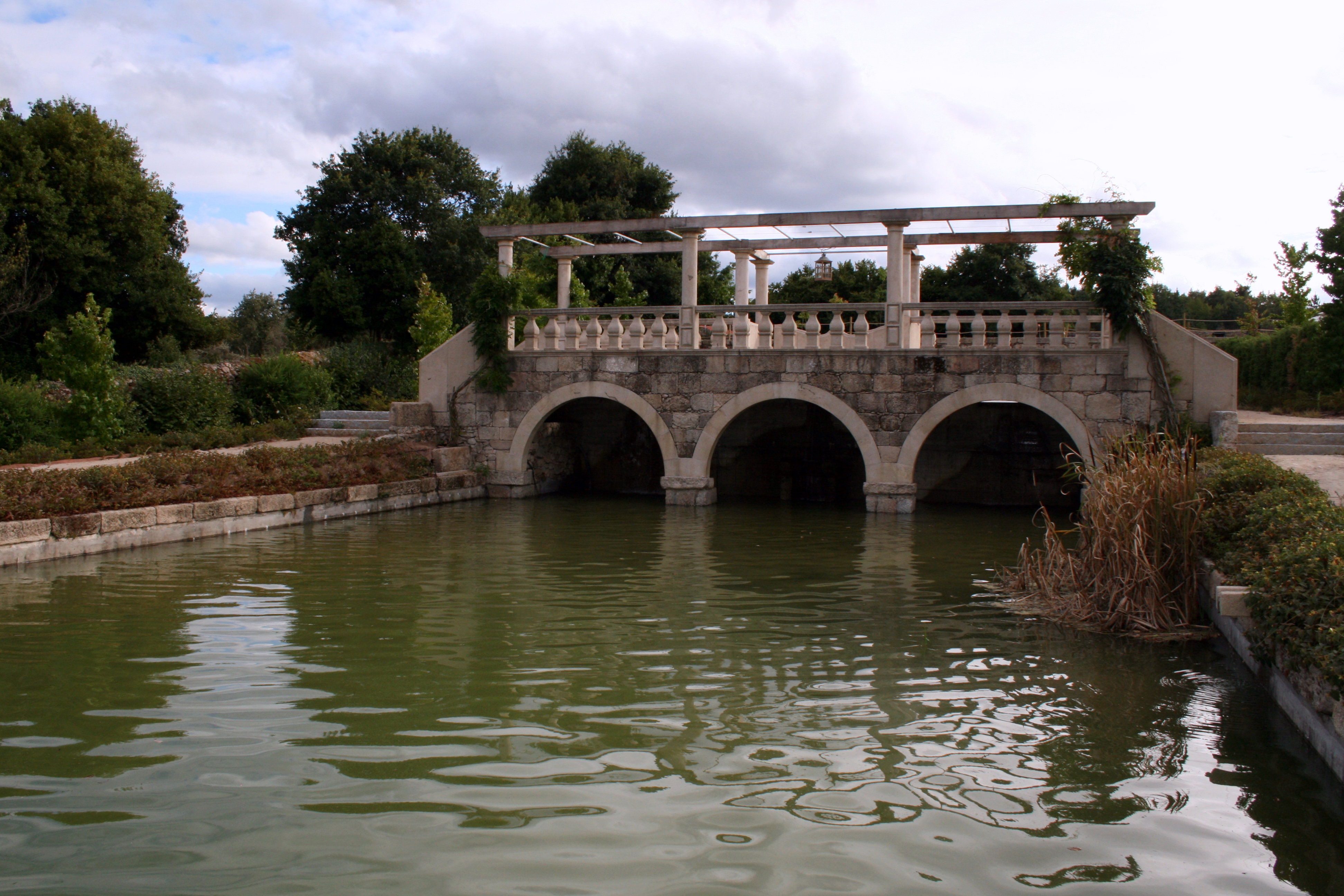
Міст
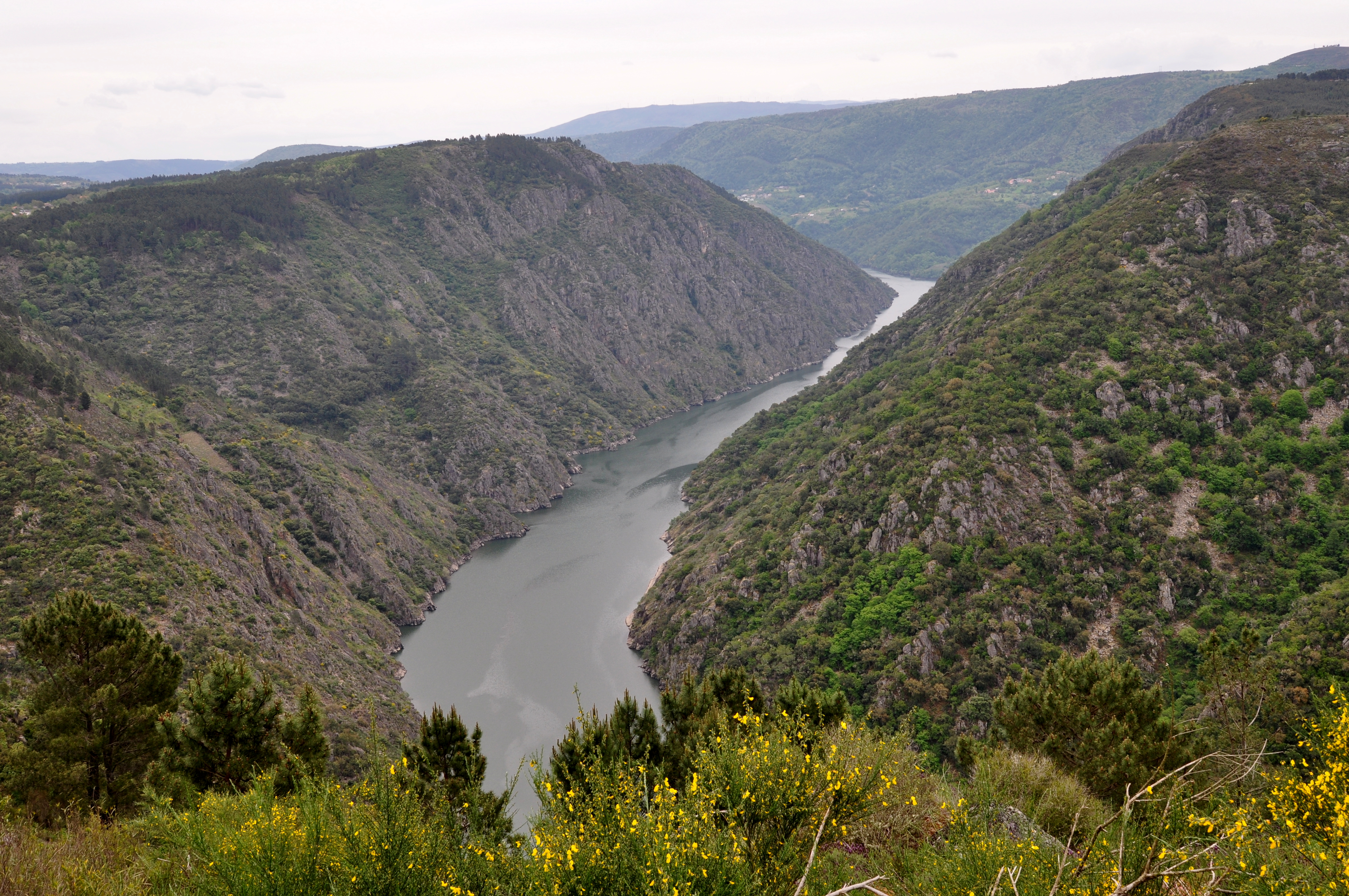
Долина річки Сіль
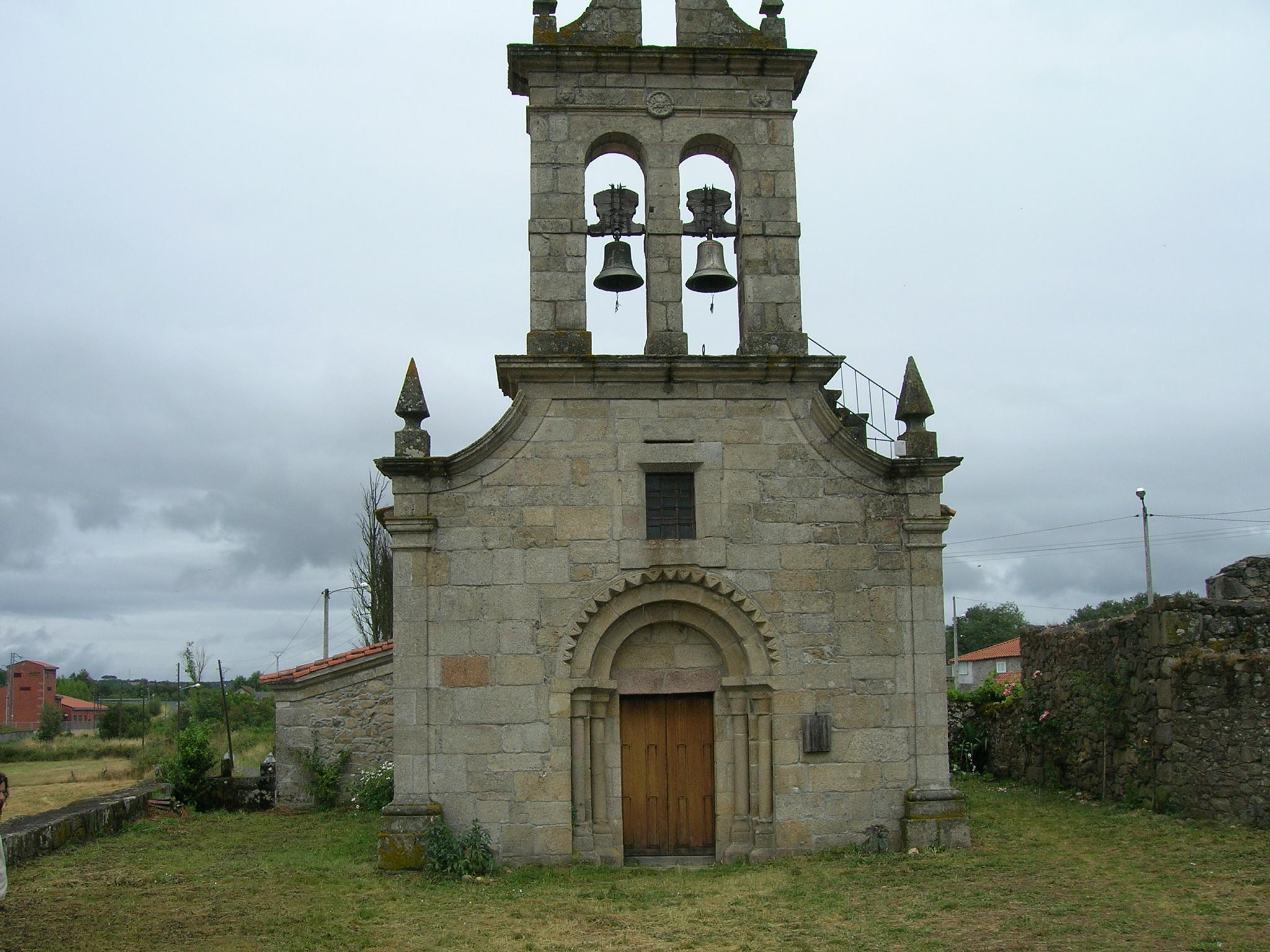
Церква св. Петра

## Демографія
Динаміка населення (INE ):

## Парафії
Муніципалітет складається з таких парафій:
1. Аманді
2. Анльйо
3. Аррошо
4. Барантес
5. Больменте
6. Бросмос
7. Бульсо
8. Вілаескура
9. Канаваль
10. Доаде
11. Гундівос
12. Ліньяран
13. Лобіос
14. Мільян
15. Нейрас
16. Піноль
17. Проендос
18. Рефошо
19. Росенде
20. Сан-Мартіньйо-де-Анльйо
21. Сантіоршо
22. Фігейроа

## Релігія
Собер входить до складу Лугоської діоцезії Католицької церкви.